# Bob Backlund
Robert Louis Backlund (14 august 1949) este un wrestler profesionist și actor , american cu o carieră în ring de mai mult de 30 de ani. În acest timp, a devenit de două ori Campion Mondial al Greilor din WWWF/WWF, fiind prima deținere de cinci ani și jumătate, fiind cel de-al doilea wrestler după Bruno Sammartino în a deține un Campionat WWE pentru o mai lungă perioadă de timp.

## Titluri și premii în wrestling
- Championship Wrestling from Florida
  - NWA Florida Tag Team Championship (1 dată) – cu Steve Keirn[2]
- George Tragos/Lou Thesz Professional Wrestling Hall of Fame
  - Class of 2016[3]
- Georgia Championship Wrestling
  - NWA Georgia Tag Team Championship (1 dată) – cu Jerry Brisco[4]
- NWA Western States Sports
  - NWA Western States Heavyweight Championship (3 ori)[5]
- New Japan Pro Wrestling
  - MSG Tag League (1980) cu Antonio Inoki
- Northeast Wrestling Federation
  - NEWF Heavyweight Championship (1 dată)
- Pro Wrestling Illustrated
  - Match of the Year (1978) vs. Superstar Billy Graham on February 20[6]
  - Match of the Year (1982) vs. Jimmy Snuka in a steel cage match on June 28[7]
  - Most Hated Wrestler of the Year (1994)[8]
  - Most Inspirational Wrestler of the Year (1977, 1981)[9][10]
  - Rookie of the Year (1976)[11]
  - Wrestler of the Year (1980, 1982)[12][13]
  - Ranked No. 7 of the 500 best singles wrestlers of the PWI Years in 2003
- Professional Wrestling Hall of Fame and Museum
  - Modern Era (Class of 2008)[14]
- St. Louis Wrestling Club
  - NWA Missouri Heavyweight Championship (1 dată)[15]
- World Wide Wrestling Federation/World Wrestling Federation/WWE
  - WWWF/WWF Championship (2 ori)[16]
  - WWF Tag Team Championship (1 dată) – cu Pedro Morales[17]
  - Slammy Award (1 dată)
    - Most Eccentric (1994)

  - WWE Hall of Fame (Clasa din 2013)
- Wrestle Association R
  - WAR World Six-Man Tag Team Championship (1 dată) – cu Scott Putski și The Warlord[18]
- Wrestling Observer Newsletter
  - Best Technical Wrestler (1980)
  - Match of the Year (1980) vs. Ken Patera in a Texas Death match on May 19 in New York City, New York
  - Most Disgusting Promotional Tactic (1982) Being WWF Champion
  - Most Overrated Wrestler (1983)
  - Wrestling Observer Newsletter Hall of Fame (Class of 2004)